# Katedrála Panny Marie Libanonské
katedrála Panny Marie Libanonské (fr. Cathédrale Notre-Dame du Liban) je maronitský katedrální kostel v 5. obvodu v Paříži, v ulici Rue d'Ulm postavený v letech 1893–1894. Kostel je součástí objektu vědecké výzkumné instituce Institut Curie. Od července 2012 je sídlem biskupa Eparchie Panny Marie Libanonské.

## Historie
Plány na stavbu kostela vytvořil architekt Jules-Godefroy Astruc a výstavba probíhala v letech 1893–1894. Kostel byl otevřen 13. května 1894 a přidělen jezuitům, kteří provozovali školu Sainte-Geneviève. Po odluce církve od státu v roce 1905 jezuité kostel opustili a v roce 1915 byl přiřazen maronitské katolické církvi. V letech 1990–1993 proběhla rekonstrukce kostela.
Druhý kostel této církve ve Francii se nachází v Marseille.